# 市川重幸
市川 重幸 （いちかわ しげゆき、1922年2月1日- 1987年12月22日）は、日本の実業家、象印マホービン代表取締役社長、全国魔法瓶工業組合第3代理事長
。
大阪府出身。学位は法学士（関西大学・1944年）。栄典は藍綬褒章、従5位勲四等旭日小授章。

## 来歴
1922年（大正11年）2月1日、象印マホービン創業者の市川銀三郎の子として大阪府に生まれた。
1944年（昭和19年）関西大学法学部政治学科を卒業後、同年12月に歩兵第22連隊入営。甲種幹部候補生試験合格後、浜松陸軍飛行学校入校。1945年（昭和20年）10月、陸軍少尉で除隊。
1951年（昭和26年）に取締役を経て、1961年（昭和36年）社長就任後、「象印」のブランド名を冠し、社名を象印マホービン株式会社に変更。国内新市場の開拓に努め、商品には革新的なデザインを採用し、テレビCMの活用にも打ってでた。
1986年（昭和61年）に株式上場を果たし、1987年（昭和62年）会長に退いた。

### 受賞・栄典
- 1978年（昭和53年）- 藍綬褒章[5]
- 1987年（昭和62年）- 従五位、勲四等旭日小綬章